# أردوغاه أوارغان عراقي (سردشت)
أردوغاه أوارغان عراقي هي قرية في مقاطعة سردشت، إيران. عدد سكان هذه القرية هو 127 في سنة 2006.